# University of Birmingham
University of Birmingham – brytyjski uniwersytet publiczny znajdujący się w Birmingham.

## Historia
Uczelnię ustanowiła królowa Wiktoria w roku 1900, a pierwszym kanclerzem został Joseph Chamberlain. Prace budowlane na kampusie, pod kierunkiem Astona Webba, trwały do 1909.
Uniwersytet w Birmingham był pierwszą obywatelską szkołą wyższą, która na równych prawach traktowała studentów o różnych wyznaniach. 

## Struktura
Instytucja składa się z pięciu kolegiów, podzielonych na „szkoły” i instytuty. W zakres kierunkowy poszczególnych kolegiów wchodzą:
- sztuki i prawo
- inżynieria i nauki fizyczne
- nauki biologiczne i nauki o środowisku
- nauki medyczne i dentystyczne
- nauki społeczne[2].